# Xenocephalus
Xenocephalus is een geslacht van straalvinnige vissen uit de familie van sterrenkijkers (Uranoscopidae).

## Soorten
- Xenocephalus armatus Kaup, 1858
- Xenocephalus australiensis (Kishimoto, 1989)
- Xenocephalus cribratus (Kishimoto, 1989)
- Xenocephalus egregius (Jordan & Thompson, 1905)
- Xenocephalus elongatus (Temminck & Schlegel, 1843)
- Xenocephalus innotabilis (Waite, 1904)